# Georgi Michow Dimitrow
Georgi Michow Dimitrow (Bulgarisch Георги Михов Димитров; * 15. April 1903 in Eni Chiflik, Osmanisches Reich (heute Türkei); † 21. November 1972 in Washington, D.C., USA) war ein bulgarischer Politiker des Bulgarischen Bauernvolksbundes (BSNS). Aufgrund der Namensgleichheit mit Georgi Dimitroff wurde er meist G. M. Dimitrow oder Gemeto genannt.

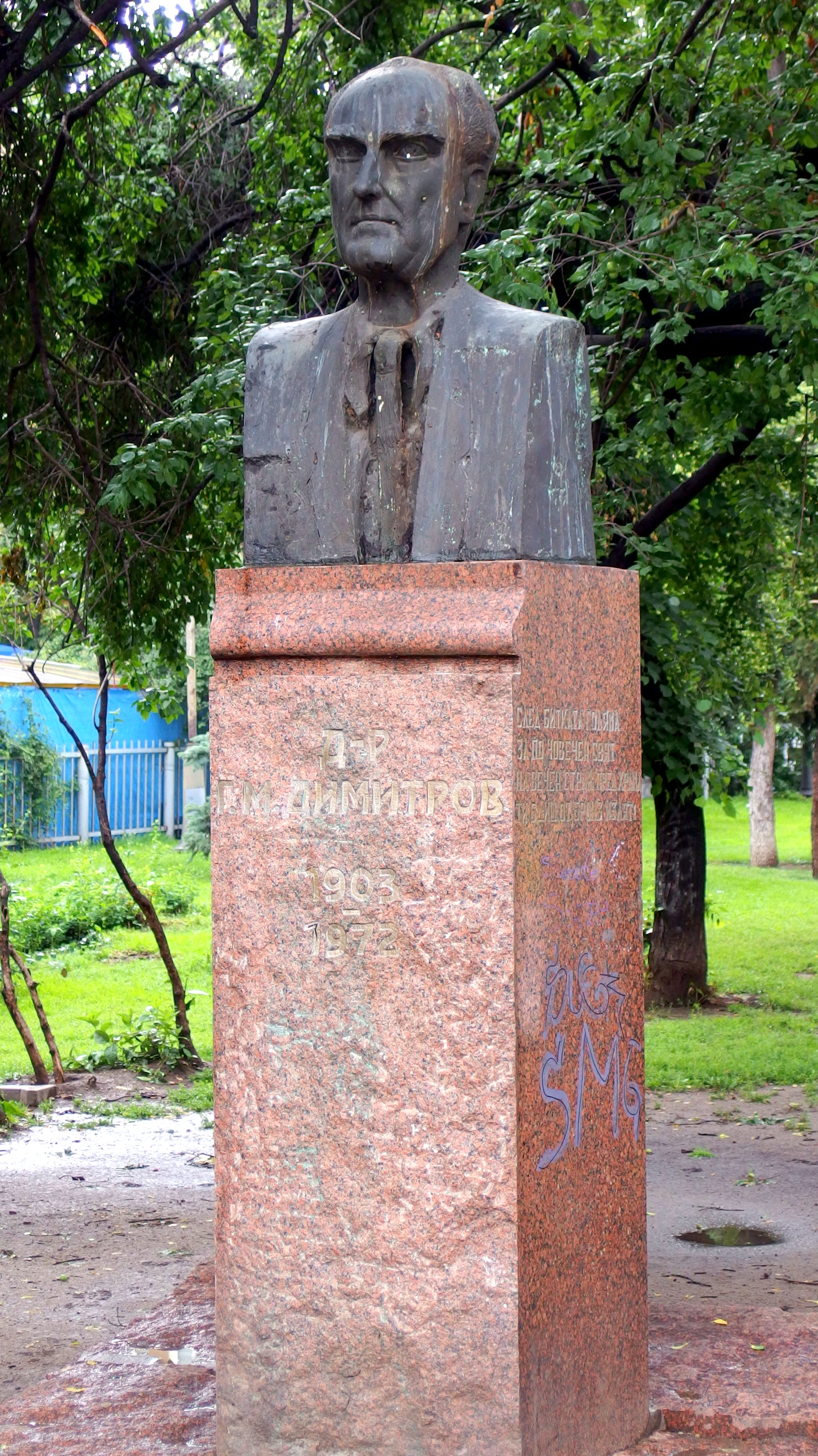
Büste von G.M. Dimitrow vor der Kirche der Sieben Heiligen in Sofia

Vom Ende des Ersten Weltkriegs bis zum Juniputsch im Jahr 1923 dominierte der BSNS die bulgarische Politik. Nach dem Putsch zerfiel der BSNS in mehrere Nachfolgeparteien. Dimitrow schloss sich in der zweiten Hälfte der 1920er dem eher linken BSNS-Pladne an. Die Partei hieß so, weil ab 1928 ihre Zeitung Pladne (Bulgarisch für „Mittag“) hieß. Gemeto hatte Pladne mitgegründet. 1931 wurde er für die Stadt Lowetsch in das Parlament gewählt.
Nachdem sich Gemeto viele Jahre dafür eingesetzt hatte, durften die 1923 ins Exil getriebenen ehemaligen BSNS-Kader im Jahr 1931 wieder nach Bulgarien zurückkehren. Unter den vormaligen Exilanten befanden sich enge Weggefährten von Aleksandar Stambolijski, der von 1919 bis 1923 als BSNS-Premier regiert hatte. Gemeinsam mit den Stambolijski-Vertrauten und Nikola Petkow etablierte Gemeto 1932 die Partei BSNS–Aleksandar Stambolijski.
Kurz vor dem Beginn des Zweiten Weltkriegs auf dem Balkan im Jahr 1941 floh Dimitrow, zu dem Zeitpunkt Parteichef eines Teils der Agrarier, durch die Hilfe der britischen Special Operations Executive in das Königreich Ägypten. Gemeto sandte im Verlauf des Kriegs von Kairo Radiosendungen des Senders Freies und Unabhängiges Bulgarien in sein Heimatland. Er führte auch ein Bulgarisches Nationalkomitee an, die Briten erkannten jedoch dieses jedoch nicht als bulgarische Exilregierung an. Versuche der Alliierten, Kontakte mit Pladne-Agrariern im Land zu etablieren, scheiterten oft an Zufällen.
Im Untergrund gründeten 1942 die Pladne-Agrarier gemeinsam mit der Kommunistischen Partei, der sozialdemokratischen Partei und Sweno die Vaterländische Front.
Nachdem Bulgarien am Ende des Zweiten Weltkriegs zu den Alliierten wechselte, führte Gemeto einen Teil des Bulgarischen Bauernvolksbundes wieder an. Unter ihm wandte sich der Bauernvolksbund gegen eine Regierungsbeteiligung mit der Kommunistischen Partei. Die Kommunisten waren jedoch so stark, dass Gemeto 1945 aus Bulgarien floh. Die Kommunisten hatten ihn in Haft nehmen lassen, doch mit der Hilfe des US-Botschafters in Sofia floh er aus dem Land und dann in die Vereinigten Staaten,. Sein Nachfolger an der Spitze des Bauernvolksbundes wurde Nikola Petkow.
In den USA gründete Dimitrow 1948 erneut ein Bulgarisches Nationalkomitee.
Auf Anregung Dimitrows stellte die United States Army eine Einheit von bulgarischen Freiwilligen in Westeuropa auf. Nach Beschluss des US-Militärkommandos wurde die bulgarische Einheit im Oktober 1951 aufgestellt. Sie war in Zeilsheim in Hessen untergebracht. Die Bulgarische Freiwilligeneinheit 4093 wurde 1964 wieder aufgelöst.